# Helmut Schneider (Betriebswirtschaftler)
Helmut Schneider (* 8. Dezember 1966 in Koblenz) ist ein deutscher Betriebswirtschaftler und seit 2006 Professor an der School of Management and Innovation (SMI) an der Steinbeis-Hochschule Berlin.

## Leben
Schneider studierte von 1988 bis 1993 Politik- und Kommunikationswissenschaft an der Westfälischen Wilhelms-Universität Münster, Abschluss Magister Artium. Zusätzlich absolvierte er dort von 1990 bis 1995 ein Studium der Betriebswirtschaftslehre mit den Schwerpunkten Marketing und Handel, welches er mit dem Titel Diplom-Kaufmann abschloss. Von 1993 bis 1996 promovierte Schneider zunächst im Fach Politikwissenschaft und erhielt mit summa cum laude den Titel Dr. phil. an der Westfälischen Wilhelms-Universität Münster. Im Anschluss daran nahm Schneider eine Tätigkeit als wissenschaftlicher Mitarbeiter am Lehrstuhl von Heribert Meffert und später als akademischer Rat am Institut für Marketing der Universität Münster auf. Dort promovierte er, ebenfalls mit summa cum laude, zum Dr. rer. pol.
Von 2003 bis 2005 war Schneider als Akademischer Oberrat am Marketing Centrum Münster tätig. Im Anschluss daran war er, bis zur Übernahme des Lehrstuhls für Marketing und Dialogmarketing an der Steinbeis-Hochschule Berlin, Gastprofessor für das Fach Marketing an der deutschsprachigen Abteilung für Betriebswirtschaftslehre der Marmara-Universität Istanbul.
Schneider ist seit dem 1. Januar 2006 Inhaber des Lehrstuhls für Marketing und Dialogmarketing an der School of Management and Innovation. Der Lehrstuhl ist Teil der „SVI-Forschungsplattform Dialogmarketing“, der außerdem das Dialogmarketing Kompetenz Zentrum (DMCC) der Universität Kassel sowie das Centrum für Interaktives Direktmarketing und Medienmanagement (CIM) der Universität Münster angehören.
Am 5. Juli 2010 wurde Schneider von Bundesfamilienministerin Kristina Schröder als einer von acht Experten in die Sachverständigenkommission zum achten Familienbericht der Bundesregierung berufen.

## Forschungsschwerpunkte
Im Rahmen der „SVI-Forschungsplattform“ beschäftigt sich der Lehrstuhl von Schneider insbesondere mit Fragestellungen des Marketing mit gesellschaftlicher Relevanz, wie z. B. der Kommunikation im öffentlichen Sektor, dem freiwilligen Engagement oder der Vereinbarkeit von Beruf und Familie. Seine Forschungsbeiträge finden sich in national wie international renommierten Zeitschriften.
Darüber hinaus gründete Schneider gemeinsam mit Irene Gerlach und Alexander Dilger das Forschungszentrum Familienbewusste Personalpolitik, das sich seit 2005 der Erforschung der Rolle von Unternehmen im Kontext der Vereinbarkeit von Beruf und Familie widmet.
Im Rahmen seiner Forschung zu einer besseren Vereinbarkeit von Beruf und Familie wurde Schneider in die Sachverständigenkommission zum Achten Familienbericht der Bundesregierung berufen. Seit 2012 engagiert er sich als Mitglied des Experten-Gremiums für die Initiative „Deutschland rundet auf“. Im Jahr 2016 wurde Schneider in das Kuratorium der berufundfamilie berufen.

## Publikationen (Auswahl)
- Vereinbarkeitsmanagement: Ein integratives Handlungskonzept betrieblicher Familienpolitik, Books on Demand, Norderstedt, 2015.
- Strategisches Marketing, Schäffer-Poeschel Verlag, 2. Auflage, Stuttgart 2009 (gemeinsam mit Backhaus, K.).
- Betriebliche Familienpolitik, Potenziale und Instrumente aus multidisziplinärer Sicht, VS-Verlag 2007 (gemeinsame Herausgeberschaft mit Gerlach, I., Dilger, A.).
- Marken in der Politik, Erscheinungsformen, Relevanz, identitätsorientierte Führung und demokratietheoretische Reflektion (sic!), Verlag für Sozialwissenschaft, Wiesbaden 2004.
- Preisbeurteilung im Verkehrsdienstleistungsbereich, Konzeptionelle Grundlagen und empirische Ergebnisse am Beispiel der Deutschen Bahn AG, Gabler Verlag, Wiesbaden 2000.
- Wirtschaftspolitik zwischen politischer und ökonomischer Rationalität, Deutscher Universitäts-Verlag, Wiesbaden 1997.

## Lehraufträge
- Lehrbeauftragter an der Westfälischen Wilhelms-Universität Münster
- Lehrbeauftragter an der Universität Kassel
- Lehrbeauftragter an der School of Governance, Risk & Compliance der Steinbeis-Hochschule Berlin